# ويلفريد أورباخ
ويلفريد أورباخ هو مجدف وسياسي نمساوي، ولد في 17 مارس 1960 في لينتس في النمسا.

## وصلات خارجية
- ويلفريد أورباخ على موقع الاتحاد الدولي للتجديف (الإنجليزية)
- ويلفريد أورباخ على موقع اللجنة الأولمبية الدولية (الإنجليزية)
- ويلفريد أورباخ على موقع أوليمبيديا (الإنجليزية)